# Václav Libenský
Prof. MUDr. Václav Libenský (7. června 1877 Praha – 10. prosince 1938 Praha) byl český lékař, průkopník kardiologie a profesor Lékařské fakulty Univerzity Karlovy v Praze. Založil Československou kardiologickou společnost, Vyšetřovací a léčebný ústav a Nový vyšetřovací a léčebný ústav v Poděbradech.

## Život
Narodil se 7. června 1877. Vystudoval medicínu na Lékařské fakultě Univerzity Karlovy v Praze. Po absolutoriu se stal asistentem profesora Josefa Thomayera. Specializoval se na nemoci vnitřní, zejména kardiologii. Od roku 1905 působil na poliklinice Univerzity Karlovy, od roku 1924 byl jejím přednostou. Působil v řadě lékařských spolků a odborných společností, často publikoval. Roku 1930 založil Československou kardiologickou společnost a zároveň se stal jejím prvním předsedou.
Významný byl Libenského vliv na rozvoj poděbradských lázní. Od roku 1923 byl poděbradskými lékaři (např. Bohumil Bouček a Jakub Vondrovic) zván na konzilia. Později v domě na Riegrově náměstí čp. 9/III otevřel ordinaci pro převážně pražskou klientelu.
Roku 1924 byl jmenován řádným členem správní rady poděbradských lázní. Vedení lázní v té době zakoupilo Hotel U krále Jiřího a Václav Libenský prosadil jeho přeměnu na moderně vybavený ústav, který by po jednou střechou nabídl vyšetřování a léčbu srdečních chorob společně se sanatoriem. Vyšetřovací a léčebný ústav (později Hotel Libenský) zahájil provoz 25. dubna 1926 jako první zařízení svého druhu v Československu. Jeho otevřením se lázeňská péče ve městě dostala na vysokou odbornou úroveň. Václav Libenský byl pověřen jeho řízením a zanedlouho prosadil přestavbu Hyrossova zámečku na obdobně koncipovaný Nový výšetřovací léčebný ústav (později Hotel Zámeček), který byl dokončen roku 1932. Do provozu a rozvoje lázní se zapojili také Libenského asistenti Ladislav Filip, Arnošt Mládek a Jan Badal. Roku 1937 byl Libenský zvolen předsedou správní rady lázní. Zanedlouho se však u něj projevila rychle postupující choroba, které v roce 1938 podlehl. Pohřben byl v Praze na Olšanských hřbitovech.

### Archivní prameny
- POLABSKÉ MUZEUM — Fond Lázně Poděbrady (1924–1980)
- SOA NYMBURK — Československé státní lázně Poděbrady (č. f. 174) (1904–2003)
- SOA PRAHA — Podpůrný fond zaměstnanců československých lázní a zřídel Poděbrady (č. f. 2724) (1952–1956)
- SOA PRAHA — Léčebný fond veřejných zaměstnanců v Praze (č. f. 2725)
- SOA PRAHA — Československé státní lázně Poděbrady, lázeňská organizace (1956,1963–1983)